# Murubutu
Murubutu, pseudonimo di Alessio Mariani (Reggio Emilia, 27 luglio 1975), è un rapper e cantautore italiano.
Il suo nome d'arte deriva dal termine «marabutto», dal quale discendono varie accezioni: nell'Africa subsahariana designa una figura sciamanica in grado di guarire mali fisici e sociali attraverso talismani ma, soprattutto, attraverso l'uso della parola.
La sua musica, definita «rap d'ispirazione letteraria» o «letteraturap», distingue Murubutu nel panorama italiano di questo genere, poiché unisce l'hip hop con la letteratura, la storia e la filosofia.
È fondatore e voce del collettivo reggiano La Kattiveria, nato nel 2000, evoluzione di esperienze musicali antecedenti quali i Kattiveria Posse. 

## Biografia
Si avvicina al mondo dell'hip hop dapprima come breaker e writer e successivamente come MC. Quest'ultima si rivelerà la sua vocazione artistica definitiva. Ha cominciato la propria carriera artistica nel 1991 a Reggio Emilia quando con Depy MC, Mastrosuono e Muracaman fonda i Kattiveria Posse, primo collettivo musicale di Reggio nell'Emilia legato al fenomeno delle Posse. Diviene noto per le esibizioni teatrali a base di political hip hop con l'utilizzo di costumi d'epoca, nonché per i successi ottenuti in diversi concorsi musicali regionali. Alla fine del 1999 avviene una radicale mutazione di line up, confluiranno nella crew Dj Gamon, U.G.O. e Il Tenente. Viene cambiato il nome del gruppo in La Kattiveria. Nei nove anni di attività la Posse produrrà il demo Nati in Kattività (1993) e l'EP Scellerati nella prassi (1998).
Con La Kattiveria, che ad oggi è composta dallo stesso Murubutu, da Il Tenente, U.G.O., Yanez Muraca e DJ Caster, ha prodotto due album: nel 2006 con Dove vola l'avvoltoio (il cui titolo riprende quello del celebre brano musicale di Italo Calvino e Sergio Liberovici inciso da Pietro Buttarelli nel 1958) e Sillabum Delirorum nel 2008. Nel 2009, contemporaneamente al progetto La Kattiveria, ha intrapreso la carriera da solista pubblicando il suo primo album dal titolo Il giovane Mariani e altri racconti, mentre nel 2011 presenta il suo secondo album La bellissima Giulietta e il suo povero padre grafomane. Negli album di Murubutu da solista risalta la volontà dell'artista di proporre un rap che veicola messaggi prossimi alla canzone d'autore, svincolandolo da quel luogo comune che lo identifica come genere per soli adolescenti.
A Bologna, dopo un suo concerto tenutosi nei primi giorni di gennaio del 2014, viene accusato da esponenti di Forza Nuova di inneggiare all'estrema sinistra, dopo aver cantato la canzone Martino e il ciliegio. Secondo il partito il "Martino" citato nel pezzo è identificato in Prospero Gallinari, esponente delle Brigate Rosse mai pentito che fu uno dei responsabili del caso Moro. Con Martino e il ciliegio Murubutu ha sempre dichiarato di non aver mai sostenuto la lotta armata né di averne fatto apologia. L'artista dichiarò di essersi liberamente ispirato, nella composizione del brano, a un libro scritto da Gallinari, ma affermando di aver prodotto uno storytelling sociologico e antropologico. Dal palco lo stesso Murubutu ne prese le distanze dicendo al pubblico che "Martino" ha sbagliato, che la sua vita è stata segnata da un errore.
Nel 2014 viene annunciata l'uscita del terzo disco da solista del rapper, Gli ammutinati del Bouncin' ovvero mirabolanti avventure di uomini e mari. L'album, uscito il 2 maggio e preceduto dall'uscita del video del brano Isola verde, vede in concomitanza il ritorno sulla scena della storica etichetta hip hop Mandibola Records. Il 22 aprile viene messo in anteprima streaming sul sito di la Repubblica XL. L'album ha, per la prima volta nella carriera artistica di Murubutu, un tema centrale che compare in tutte le canzoni: il mare. Murubutu spiega che in questo album vuole parlare di mare inteso anche come mezzo attraverso cui leggere fenomeni complessi come flussi migratori, detenzione, solitudine, aborto, disabilità.
Nel 2015 collabora con il duo hip hop sperimentale Uochi Toki nel brano Rest in Prose, Rest in Poetry contenuto nell'album Il limite valicabile. Il brano è dedicato nelle rime di Murubutu alla figura del romanziere Giovanni Verga e nelle rime di Napo degli Uochi Toki al poeta Giacomo Leopardi.
Il 18 luglio 2016 tramite un post su Facebook annuncia il suo nuovo album, intitolato L'uomo che viaggiava nel vento e altri racconti di brezze e correnti per Mandibola/Irma Records. L'album viene pubblicato il 14 ottobre 2016. Si compone di 15 brani, legati dalla tematica del vento, racconti di brezze e correnti nello stile narrativo proprio di Murubutu. Il titolo dell'album e della canzone omonima sono ispirate alla figura dell'aviatore Angelo D'Arrigo, campione di deltaplano morto nel 2006. L'album vanta le collaborazioni di esponenti dell'hip hop italiano quali Dargen D'Amico, Rancore, Ghemon, nonché dei membri de La Kattiveria.
Nel 2019 esce l'album Tenebra è la notte ed altri racconti di buio e crepuscoli costruito attorno al tema della notte e del buio, che vede la partecipazione di artisti come Caparezza, Mezzosangue, Willie Peyote e Dutch Nazari, mentre l'anno seguente è uscito Infernvm, realizzato insieme a Claver Gold e liberamente ispirato alla Divina Commedia di Dante Alighieri, con all'interno altre collaborazioni, tra cui Giuliano Palma e En?gma. L'anno eguente collabora alla realizzazione del romanzo a fumetti Murubutu. RAPconti illustrati, edita da BeccoGiallo.
Nel gennaio 2022 è invece uscito l'album Storie d'amore con pioggia e altri racconti di rovesci e temporali, il cui tema ricorrente nel concept è la pioggia. Un anno più tardi è stata commercializzata l'edizione deluxe, che presenta quattro bonus track.
Nel marzo 2025 è uscito invece l'album La vita segreta delle città, il cui tema è la città intesa come organismo senziente. Esso include collaborazioni con artisti come Alborosie, Danno e Erica Mou.

## Vita privata
Laureato in filosofia all'Università degli Studi di Parma e specializzato all'Università di Bologna, dal 2011 è docente di filosofia e storia presso l'Istituto Superiore Liceale Matilde di Canossa di Reggio Emilia.
Sposato, è padre di un figlio e di una figlia, ai quali sono dedicati rispettivamente: il brano Il giovane Mariani, nonché il titolo dell'album di appartenenza, Il giovane Mariani e altri racconti, e la canzone La bellissima Giulietta, anch'essa parte del titolo dell'album di provenienza, La bellissima Giulietta e il suo povero padre grafomane, quest'ultimo riconducibile ad egli stesso.

## Discografia

### Da solista
Album in studio
- 2009 – Il giovane Mariani e altri racconti
- 2011 – La bellissima Giulietta e il suo povero padre grafomane
- 2014 – Gli ammutinati del Bouncin' ovvero mirabolanti avventure di uomini e mari
- 2016 – L'uomo che viaggiava nel vento e altri racconti di brezze e correnti
- 2019 – Tenebra è la notte ed altri racconti di buio e crepuscoli
- 2020 – Infernvm (con Claver Gold)
- 2022 – Storie d'amore con pioggia e altri racconti di rovesci e temporali
- 2025 – La vita segreta delle città

Singoli
- 2018 – La notte di San Lorenzo
- 2020 – Paolo e Francesca (con Claver Gold, feat. Giuliano Palma)
- 2021 – Temporale (feat. Dia)
- 2021 – Black Rain (feat. Claver Gold e Rancore)
- 2022 – Daimon (con Bizzarri)
- 2022 – Ad occhi chiusi (feat. Elisa Aramonte)
- 2023 – L'avventura di due sposi (feat. Carlo Corallo ed Elisa Aramonte)
- 2025 – Flaneur (feat. Ivana LCX)
- 2025 – La Città degli Angeli

Mixtape
- 2010 – Il giovanile Mariani e altri rap-core tricks (con DJ Caster)
- 2013 – Reliqvarivm Mixtape (Scritti minori, collaborazioni e riletture) (con La Kattiveria)
- 2017 – La penna e il grammofono (con DJ T-Robb)

### Con La Kattiveria
- 2006 – dove vola l'avvoltoio
- 2008 – Sillabvm Deliriorvm (scritti minori e riletture)

### Con i Kattiveria Posse
- 1993 – nati in kattività (demo)
- 1998 – Scellerati nella prassi (EP)

## Videografia

### Video musicali
- 2012 – Quando venne lei
- 2014 – Isola verde
- 2014 – Marco gioca sott'acqua
- 2016 – La penna magica
- 2016 – Grecale
- 2018 – La notte di San Lorenzo
- 2019 – La vita dopo la notte
- 2019 – NYX
- 2021 – Black Rain
- 2022 – Il migliore dei mondi
- 2022 – Ad occhi chiusi
- 2022 – L'attimo esatto
- 2025 – Flaneur

## Opere
- Murubutu, Murubutu. RAPconti illustrati, illustrazioni di Ernesto Anderle, BeccoGiallo, 2020, ISBN 978-88-3314-089-6.
- Murubutu, Claver Gold e Patrick Cherif, Dante a tempo di rap, illustrazioni di Ernesto Anderle (alias Roby il pettirosso), BeccoGiallo, 2021, ISBN 978-88-3314-172-5.
- Murubutu, Murubutu. Storie d’amore con pioggia, illustrazioni di Ernesto Anderle, BeccoGiallo, 2023, ISBN 978-88-3314-279-1.

## Artisti musicali correlati
- Claver Gold